# Zeskieuwszaaghaai
De zeskieuwszaaghaai (Pliotrema warreni) is een vis uit de familie van zaaghaaien (Pristiophoridae) en behoort tot de orde van zaaghaaien (Pristiophoriformes). De vis kan een lengte bereiken van 170 centimeter. 

## Leefomgeving
De zeskieuwszaaghaai is een zoutwatervis. De vissoort leeft in een beperkt zeegebied in de Indische Oceaan ter hoogte van Zuid-Afrika, Mozambique en Madagaskar (zie kaartje) op een diepte van 60 tot 430 meter onder het wateroppervlak.

De zeskieuwszaaghaai is gemiddeld tussen de 83 en 136 cm, mannetjes blijven kleiner (83 -110 cm) dan vrouwtjes.
Deze haai is eierlevendbarend en brengt jaarlijks 5 tot 7 jongen ter wereld per worp. Door deze langzame voortplanting is deze vissoort zeer gevoelig voor overbevissing. 

## Relatie tot de mens
De zeskieuwszaaghaai is voor de visserij van geen belang, de vis wordt niet aangeland, maar waarschijnlijk wel incidenteel als bijvangst gevangen bij de intensieve boomkorvisserij op volle zee op het continentaal plat bij Zuid-Afrika en Mozambique. Er is weinig bekend over deze vis; ondanks het beperkte gebied waarbinnen de soort voorkomt en zijn gevoeligheid voor bevissing, is de zeskieuwszaaghaai door de IUCN op de rode lijst geplaatst als niet bedreigd.